# Else Mauhs

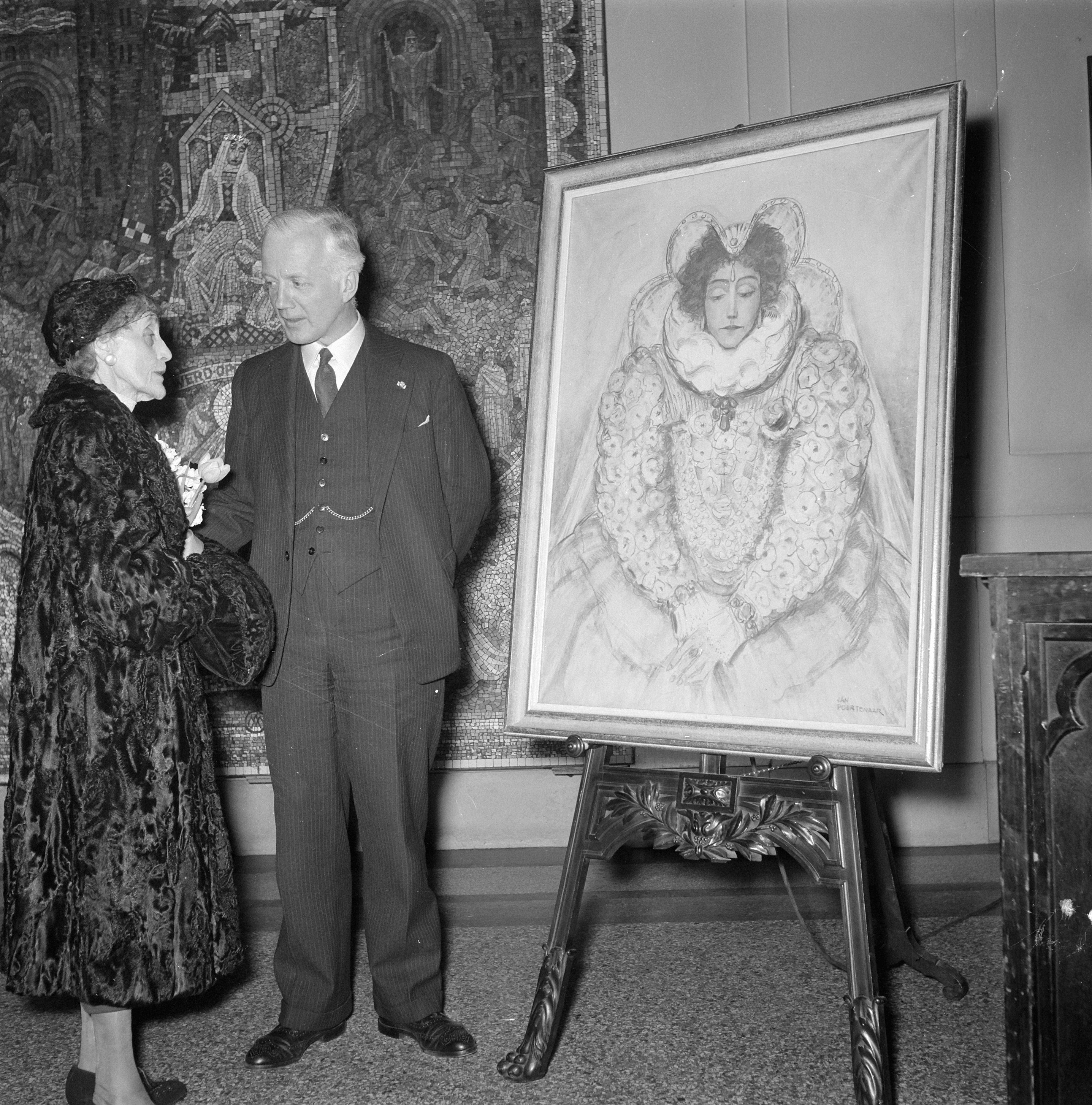
Mauhs en de Amsterdamse burgemeester Arnold Jan d'Ailly in 1954

Alwine Julie Else Mauhs (Mülheim an der Ruhr, 25 januari 1885 – Amsterdam, 22 januari 1959) was een Nederlands toneelactrice.

## Biografie
Mauhs was een dochter van de jong gestorven beeldhouwer Heinrich Mauhs. Ze was in Duitsland geboren en kwam in 1899 met haar moeder en Nederlandse stiefvader naar Amsterdam. Daar volgde zij aan de School voor Vocale en Dramatische Kunst eerst zangles bij Cateau Esser maar koos uiteindelijk voor toneel bij Hermann Schwab. Mauhs was ook bedreven in toneel in de Franse en Duitse taal waarin zij haar eindexamen deed.
In 1903 debuteerde ze bij het Rotterdamsch Tooneel waar ze hoofdrollen speelde in Franse en Duitse blijspelen. In 1917 ging ze over naar het Hofstad Tooneel in Den Haag (vanaf 1920 Vereenigd Rotterdamsch-Hofstad Tooneel) waar ze hoofdrollen in Nederlandse producties ging spelen. Hierna speelde ze bij de Koninklijke Vereeniging Het Nederlandsch Tooneel en diverse andere gezelschappen. Vanaf de jaren 30 werd ze bekend met Franse en Italiaanse producties. Mauhs, die haar hele carrière geobsedeerd was geweest met haar gewicht, had een zwakke gezondheid en stopte in 1940. Ze sloot zich niet aan bij de Nederlandsche Kultuurkamer. Toen ze hoorde dat haar Joodse man, van wie ze gescheiden leefde, naar het doorgangskamp Westerbork was gedeporteerd, ging ze zelf naar de Sicherheitsdienst om hem vrij te krijgen. Met haar acteertalent en haar vlekkeloze Duits slaagde zij hierin. Mauhs was na de Tweede Wereldoorlog nog maar beperkt actief. Ze was ook docent aan de Amsterdamse Toneelschool.
In 1934 kreeg ze van Theo Mann-Bouwmeester de naar haar genoemde Theo Mann-Bouwmeesterring voor haar verdiensten voor het Nederlandse toneel. Ze werd geacht deze door te geven aan een in haar ogen waardige collega, maar stierf in 1959 zonder opvolgster aangewezen te hebben. Een in haar testament aangewezen commissie gaf de ring in 1960 aan Caro van Eyck.
Mauhs had een dochter, Inga, en was in 1915 gehuwd met de zakenman Max Poons. Hun relatie hield stand tot 1925. Ze overleed kort voor haar 74e verjaardag in het Prinsengrachtziekenhuis in Amsterdam, waar ze twee weken eerder was opgenomen. Mauhs werd opgebaard in de Stadsschouwburg en begraven op Zorgvlied.
- Biografisch Portaal: 10129977
- Digitale Bibliotheek voor de Nederlandse Letteren: mauh001
- Gemeinsame Normdatei: 136389759
- International Standard Name Identifier: 0000 0000 5557 7625
- Library of Congress Control Number: n84051172
- Virtual International Authority File: 48160312
- WorldCat: E39PBJc3MCXQX3jV9XYygYyPQq